# Betren
Betren és una entitat de població del municipi de Vielha e Mijaran, al terçó de Castièro de la comarca de la Vall d'Aran, que forma una entitat municipal descentralitzada. De 1990 a 2009 la població va augmentar de 203 a 571 habitants, degut a la proximitat de l'estació d'esports de neu d'Era Tuca, avui tancada. El 2019 la població havia baixat a 550 persones. És una obra inclosa a l'Inventari del Patrimoni Arquitectònic de Catalunya.
El poble de Betren, independent fins a 1847, formava part de l'antic terme municipal d'Escunhau. Està situat entre Escunhau i Vielha, a la riba esquerra de la Garona, a 1006 m d'altitud. El nucli s'estén al llarg de l'antic Camín Reiau, paral·lel a la carretera C-142, que vorejava el poble per migdia. Hi destaquen algunes cases amb finestrals renaixentistes, com Çò de Palhàs i la casa Esteve, i, sobretot, l'església parroquial de Sant Serni, romànica de transició al gòtic (segles XII-XIII), amb una portada semblant a la de sant Miquel de Vielha.
El 23 de maig de 2008 va acollir la constitució formal de l'Acadèmia de la Llengua Occitana.
| 1990 | 1991 | 1994 | 1995 | 1996 | 2001 | 2003 | 2005 | 2009 | 2015 |
| ---- | ---- | ---- | ---- | ---- | ---- | ---- | ---- | ---- | ---- |
| 203  | 273  | 273  | 376  | 323  | 376  | 409  | 483  | 575  | 525  |

## Llocs d'interès
- Església de Sant Estèue de Betren
- Campanar i runes de l'església de Sant Sernilh

## Festivitats
- 3 d'octubre- Festa Major del Roser